# Hypomeces pulviger
Espèce
Hypomeces pulviger est une espèce de coléoptères de la famille des Curculionidae,. L'adulte peut atteindre une longueur d'environ 14 mm et est couvert d'écailles ressemblant à de la poussière vert irisé ou vert jaunâtre sur tout le corps. Cette espèce se trouve en Inde, en Asie du Sud-Est tropicale et aux Philippines. Les larves et les adultes sont des ravageurs des cultures. Les larves vivent et se nymphosent dans le sol, se nourrissant de racines de plantes vivantes. Les adultes ont une longue durée de vie, endommageant le feuillage et défoliant parfois les jeunes buissons et les pépinières.

## Description
Le coléoptère adulte mesure environ 14 mm de long. La tête a un museau large et long, des antennes massues, de grands yeux noirs et des pièces buccales broyeuses. Le thorax et les élytres (étuis alaires) sont gris, saupoudrés de soies aplaties irisées dorées ou verdâtres. Les larves sont des larves apodes vivant dans le sol,.

## Distribution et habitat
Hypomeces pulviger est originaire d'Asie du Sud-Est, son aire de répartition s'étendant du Pakistan et de l'Inde au Japon, à Taïwan, aux Philippines et à l'Indonésie. Les insectes se trouvent dans les forêts et dans les zones plus ouvertes, y compris les terres agricoles.

## Dommage
Les larves d’Hypomeces pulviger vivent sous terre, se nourrissant des racines d'un large éventail de plantes. Dans le coton et le maïs, ils se nourrissent près de la surface et peuvent provoquer la verse des plantes.
Hypomeces pulviger adulte se nourrit en mâchant des feuilles. La pointe végétative et les jeunes feuilles sont préférentiellement choisies et consommées du bord vers l'intérieur. Lorsque des feuilles plus âgées et plus matures sont consommées, les parties les plus molles entre les nervures sont mangées et les nervures sont laissées. Les plantes hôtes comprennent Citrus, Gossypium (coton), Helianthus annuus (tournesol), Ipomoea batatas (patate douce), Nicotiana tabacum (tabac), Oryza sativa (riz), Persea americana (avocat), Saccharum officinarum (canne à sucre) et Zea mays (maïs). C'est un ravageur des théiers en Chine, du gommier rouge (Eucalyptus camaldulensis) et du pois cajan (Cajanus cajan) en Thaïlande, de l'hévéa (Hevea brasiliensis), du cacaoyer (Theobroma cacao), du cassier (Cassia fistula), du niébé (Vigna unguiculata), du jacquier (Artocarpus heterophyllus), du kapok (Bombax ceiba), de l'arbre à pain (Artocarpus altilis), du Flindersia brayleyana, du manguier (Mangifera indica), du mûrier (Morus alba), de l'acajou des Philippines (Pterocarpus indicus), du ramboutan (Nephelium lappaceum), du sapotille (Manilkara zapota), du teck (Tectona grandis) et du Bois de Chine (Vernicia fordii). Les charançons peuvent également causer des dégâts considérables aux jeunes arbres dans les pépinières forestières.

## Systématique
Le nom valide complet (avec auteur) de ce taxon est Hypomeces pulviger (Herbst, 1795).
L'espèce a été initialement classée dans le genre Curculio sous le protonyme Curculio pulviger Herbst, 1795.
Hypomeces pulviger a pour synonymes :
- Curculio orientalis Olivier, 1807
- Curculio pulviger Herbst, 1795
- Curculio squamosus Fabricius, 1792
- Curculio squamosus Herbst, 1795
- Hypomeces auricephalus Faust, 1893
- Hypomeces aurulentus Herbst, 1797
- Hypomeces dispar Faust, 1894
- Hypomeces fabricii Faust, 1893
- Hypomeces gossypi Matsumura, 1915
- Hypomeces peregrinus Matsumura, 1915
- Hypomeces pulverulentus Fabricius, 1792
- Hypomeces squamosus (Fabricius, 1792)